# 274. Infanterie-Division (Wehrmacht)
Die 274. Infanteriedivision (Wehrmacht) war eine deutsche Infanteriedivision im Zweiten Weltkrieg. Die Division wurde am 1. Juli 1943 in Norwegen aufgestellt und war  ausschließlich im Raum Stavanger stationiert. Die Division ging hier im Mai 1945 in britische Kriegsgefangenschaft.